# Experiência de Miller e Urey

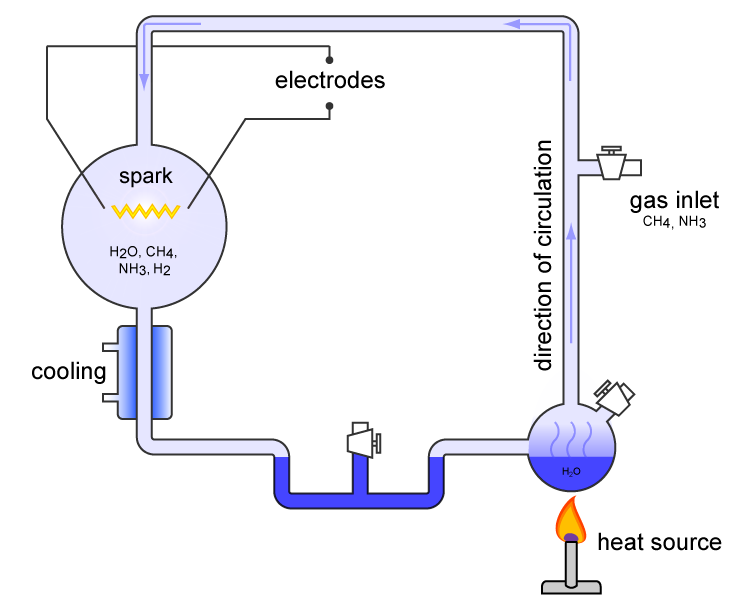
Esquema do experimento

A experiência de Miller e Urey foi uma experiência científica concebida para testar a hipótese de Oparin e Haldane sobre a origem da vida.
Segundo o experimento, as condições na Terra primitiva favoreciam a ocorrência de reações químicas que transformavam compostos inorgânicos em compostos orgânicos precursores da vida. Em 1953, Stanley L. Miller e Harold C. Urey da Universidade de Chicago realizaram uma experiência para testar a hipótese de Oparin e Haldane que ficou conhecida pelos nomes dos cientistas. Esta experiência tornou-se na experiência clássica sobre a origem da vida.

## Experiência
A experiência de Miller consistiu basicamente em simular as condições da Terra primitiva postuladas por Oparin e Haldane. Para isso, criou um sistema fechado, sem oxigênio gasoso, onde inseriu os principais gases atmosféricos, tais como hidrogênio, amônia, metano, além de vapor d'água. Através de descargas elétricas, e ciclos de aquecimento e condensação de água, obteve após algum tempo, diversas moléculas orgânicas (aminoácidos). Deste modo, conseguiu demonstrar experimentalmente que seria possível aparecerem moléculas orgânicas através de reações químicas na atmosfera utilizando compostos que poderiam estar nela presentes. Estas moléculas orgânicas são indispensáveis para o surgimento da vida.

## Comprovações
Reanálises publicadas em outubro de 2008 do material original da experiência, mostraram a presença de 22 aminoácidos ao contrário dos 5 publicados no artigo original. Antigos resultados mostram uma forte evidência de estas moléculas orgânicas específicas poderem ser sintetizadas de reagentes inorgânicos atmosféricos. Comprovando então a hipótese da vida heterotrófica.

## Química do experimento
A primeira etapa das reações químicas da mistura de gases deu origem ao  cianeto de hidrogênio (HCN), formaldeido (CH2O) e outros compostos químicos  como o acetileno, cianoacetileno, etc:
CO2 → CO + [O] (oxigênio atómico)
CH3 + 2[O] → CH2O + H2O
CO + NH3 → HCN + H2O
CH4 + NH3 → HCN + 3H1 ([Proceso Degussa)
O formaldeido,  a amônia e o HCN reagiram entre si em um processo conhecido como Síntese de aminoácido de Strecker para formar aminoácidos e outras biomoléculas:
CH2O + HCN + NH3 → NH2-CH2-CN + H2O
NH2-CH2-CN + 2H2O → NH3 + NH2-CH-COOH (glicina)
Além disso, a água e o formaldeído reagiram pelo processo conhecido como Reação de Butlerov para produzir vários açúcares , tais como a ribose.
As experiências mostraram que compostos orgânicos simples, proteínas e outras macromoléculas podem ser formados a partir de gases com a adição de energia.

## Aminoácidos identificados
Abaixo é a tabela de aminoácidos produzidos e identificados no "clássico" experimento de 1952, como publicado por Miller em 1953, the 2008 re-analysis of vials from the volcanic spark discharge experiment, and the 2010 re-analysis of vials from the H2S-rich spark discharge experiment.
| Aminoácido             | Produzidos no experimento | Produzidos no experimento       | Produzidos no experimento       | Proteinogenic |
| Aminoácido             | Miller–Urey (1952)        | Volcanic spark discharge (2008) | H2S-rich spark discharge (2010) | Proteinogenic |
| ---------------------- | ------------------------- | ------------------------------- | ------------------------------- | ------------- |
| Glicina                | Sim                       |                                 |                                 |               |
| α-Alanina              | Sim                       |                                 |                                 |               |
| β-Alanina              |                           |                                 |                                 |               |
| Ácido aspártico        | Sim                       |                                 |                                 |               |
| Ácido α-aminobutírico  |                           |                                 |                                 |               |
| Serina                 |                           | Sim                             |                                 |               |
| Isoserina              |                           |                                 |                                 |               |
| α-Aminoisobutyric acid |                           |                                 |                                 |               |
| β-Aminoisobutyric acid |                           |                                 |                                 |               |
| β-Aminobutyric acid    |                           |                                 |                                 |               |
| γ-Aminobutyric acid    |                           |                                 |                                 |               |
| Valine                 |                           | Sim                             |                                 |               |
| Isovaline              |                           |                                 |                                 |               |
| Glutamic acid          |                           | Sim                             |                                 |               |
| Norvaline              |                           |                                 |                                 |               |
| α-Aminoadipic acid     |                           |                                 |                                 |               |
| Homoserine             |                           |                                 |                                 |               |
| 2-Methylserine         |                           |                                 |                                 |               |
| β-Hydroxyaspartic acid |                           |                                 |                                 |               |
| Ornithine              |                           |                                 |                                 |               |
| 2-Methylglutamic acid  |                           |                                 |                                 |               |
| Phenylalanine          |                           |                                 | Sim                             |               |
| Homocysteic acid       |                           |                                 |                                 |               |
| S-Methylcysteine       |                           |                                 |                                 |               |
| Methionine             |                           |                                 | Sim                             |               |
| Methionine sulfoxide   |                           |                                 |                                 |               |
| Methionine sulfone     |                           |                                 |                                 |               |
| Isoleucine             |                           |                                 | Sim                             |               |
| Leucine                |                           |                                 | Sim                             |               |
| Ethionine              |                           |                                 |                                 |               |
| Cysteine               |                           |                                 |                                 | Sim           |
| Histidine              |                           |                                 |                                 | Sim           |
| Lysine                 |                           |                                 |                                 | Sim           |
| Asparagine             |                           |                                 |                                 | Sim           |
| Pyrrolysine            |                           |                                 |                                 | Sim           |
| Proline                |                           |                                 | Sim                             |               |
| Glutamine              |                           |                                 |                                 | Sim           |
| Arginina               |                           |                                 |                                 | Sim           |
| Threonine              |                           |                                 | Sim                             |               |
| Selenocysteine         |                           |                                 |                                 | Sim           |
| Tryptophan             |                           |                                 |                                 | Sim           |
| Tyrosine               |                           |                                 |                                 | Sim           |